# Erich Büttner (malarz)
Erich Büttner (ur. 7 października 1889 w Berlinie, zm. 12 września 1936 we Fryburgu Bryzgowijskim) – niemiecki malarz, portrecista i pejzażysta; przedstawiciel ekspresjonizmu. 

## Życiorys
W latach 1906–1911 studiował na Uniwersytecie Sztuk Pięknych w Berlinie (Universität der Künste Berlin). Od 1908 członek stowarzyszenia Berlińska Secesja. Büttner był jednym z najbardziej rozchwytywanych portrecistów w latach 20. XX wieku w Berlinie. Portretował m.in. Alberta Einsteina, Lovis Corinth, Franza Werfla czy George’a Grosza.